# Magliasina
Magliasina är ett vattendrag i Schweiz. Det ligger i den sydöstra delen av landet, 160 km sydost om huvudstaden Bern.
I omgivningarna runt Magliasina växer i huvudsak blandskog. Runt Magliasina är det ganska tätbefolkat, med 160 invånare per kvadratkilometer.